# Complexul Muzeal de Științele Naturii „Ion Borcea” din Bacău
Complexul Muzeal de științele Naturii „Ion Borcea” se află în Bacău la adresa: str. Aleea Parcului nr. 9, în Parcul Cancicov din municipiul Bacău. Clădirea muzeului a început să fie construită în anul 1992 și a fost dată în folosință în anul 2004. În prezent, Complexul Muzeal de Științele Naturii „Ion Borcea” găzduiește Biblioteca Județeană „C. I. Sturdza” Bacău.